# Earl Griffith
Harry Earl Griffith (* 13. Juli 1887 in Centerburg, Ohio; † 30. März 1940 in Columbus, Ohio) war ein US-amerikanischer Zeitungsverleger und Politiker (Republikanische Partei). Er war von 1939 bis 1940 Secretary of State von Ohio.

## Werdegang
Harry Earl Griffith, Sohn von Nellie Myrtle Gunsaulus (1865–1936) und Harry Saiger Griffith (1863–1919), wurde 1887 im Knox County geboren. Über seine Jugendjahre ist nichts bekannt. Griffith besuchte öffentliche Schulen in Mount Gilead (Morrow County). Danach ging er auf die Ohio Wesleyan University in Delaware (Ohio). Am 17. April 1912 heiratete er Mary Clara Terry (1889–1979). Das Paar hatte einen Sohn namens Terry Earl Griffith (1919–2000). Griffith gab den Morrow County Sentinel heraus. Er übernahm die Zeitung nach dem Tod seines Vaters. Die Zeitung wurde 1848 von seinem Großvater John W. Griffith gegründet. Zwischen 1928 und 1934 war er als Postmeister im Morrow County tätig. Griffith war ein prominenter Republikaner im Morrow County und dem Staat Ohio. Er nahm 1924 als Ersatzmann (alternate delegate) an der Republican National Convention teil. 1936 kandidierte er erfolglos für das Amt des Secretary of State. Seine Kandidatur im Jahr 1938 für dasselbe Amt war erfolgreich. Er bekleidete den Posten von 1939 bis zu seinem Tod. Gouverneur John W. Bricker ernannte daraufhin George Neffner für die restliche Amtszeit von Griffith zum Secretary of State. 
Earl Griffith verstarb 1940 in Columbus und wurde dann auf dem River Cliff Cemetery in Mount Gilead beigesetzt.